# Garelli Sport 40
Die Garelli Sport 40 war ein Mokick des italienischen Herstellers Garelli, das zwischen 1971 und 1974 angeboten wurde. Das Fahrzeug hatte einen 49-cm³-Einzylinder-Zweitaktmotor und wurde speziell für den deutschen Markt in Varianten mit 40 km/h Höchstgeschwindigkeit gefertigt. Typisch für dieses Mokick war der robuste Aufbau, die einfache Technik sowie ein praktisches 4-Gang-Schaltgetriebe.
Die Sport 40 wurde unter der Artikelnummer 693/391 vom Neckermann Versand angeboten.

## Technische Daten
| Merkmal                       | Wert                                                         |
| ----------------------------- | ------------------------------------------------------------ |
| Motortyp                      | Garelli Einzylinder-Zweitakt mit Kickstarter                 |
| Hubraum                       | 49 cm³                                                       |
| Bohrung/Hub                   | 40 mm × 39 mm                                                |
| Verdichtungsverhältnis        | 11 : 1                                                       |
| Leistung                      | 2,9 PS bei 6000/min                                          |
| Kraftübertragung              | Kette (1/2" × 3/16")                                         |
| Kupplung                      | Mehrscheibenkupplung im Ölbad                                |
| Vergaser                      | Dell’Orto SHA 14/12, Düse 56                                 |
| Verbrauch                     | ca. 2 Liter/100 km                                           |
| Rahmen                        | Doppelschleifenrohrrahmen                                    |
| Radstand                      | 1185 mm                                                      |
| Maße (L × B × H)              | 1860 mm × 630 mm × 930 mm                                    |
| Reifendimensionen             | vorn: 2.25 × 17", hinten: 2,50 × 17" verstärkt               |
| Bremsen                       | Trommelbremsen (vorn: Handbetätigung, hinten: Fußbetätigung) |
| Elektrische Anlage            | 6 V (Scheinwerfer: 15 W, Rücklicht: 3 W)                     |
| Zündung                       | Schwungmagnetzündung, 6 V / 18 W                             |
| Höchstgeschwindigkeit         | 40 km/h                                                      |
| Übersetzung (Motor:Hinterrad) | 1 : 4                                                        |
| Getriebeübersetzungen         | 1. Gang: 2,78 2. Gang: 1,65 3. Gang: 1,21 4. Gang: 1,04      |
| Gesamtübersetzung             | 1 : 15,47                                                    |